# Tristania
Tristania je norveški gothic metal-sastav osnovan početkom 1997. Osnovali su ga Morten Veland, Einar Moen i Kenneth Olsson.

## Glazba
Tristanijina glazba je često karakterizirana kao gothic metal s doom metal utjecajima.
Na njihovim prvim izdanjima bili su pod utjecajem black metala s dominatnim klavijaturama i bubnjevima, koncetrirani na operne ženske vokale, upečatljive zborove i klasične instrumente. Na albumima poput Beyond the Veil  utjecaj gothica se posebno primjećuje. 
Velikim djelom Tristania se koncentrira na guturalne Velandove vokale i operne vokale Vibeke Stene, njihove bivše pjevačice koju je sada zamijenila Mariangela Demurtas.
Na četvrtom albumu Ashes Tristania je imala više vrsta vokala, a to su sljedeći:
- (Operni) ženski vokal -  Vibeke Stene.
- Death vokal -  Kjetil Ingebrethsen i gitarist Anders Høyvik Hidle.
- (Bariton) iliti clean vokal – Østen Bergøy.

Najnoviji album Illumination uključuje iste vokale, ali bez Kjetila. Također na albumu se u znatno manjoj mjeri primjenjuju death vokali.

## Životopis
Krajem 1996. i početkom 1997. Tristania su osnovali Morten Veland, Einar Moen i Kenneth Olsson iz bivšeg sastava Uzi Suicide. Kasnije, Anders H. Hidle i Vibeke Stene priključuju se grupi zajedno s basistom Rune Osterhusom. U svibnju 1997. izašao je njihov prvi EP nazvan Tristania. Kasnije izlazi njihov prvi album Widow's Weeds. Izlaskom singla Angina izašao je i album Beyond the Veil koji se smatra njihovim dosada najboljim albumom. 
2001. izdan je album World of Glass i to nedavno nakon otpuštanja Velanda, što je utjecalo na zvuk i stil albuma. Veland je u međuvremenu osnovao novi sastav, Sirenia.
Četvrti album Ashes (2005.)  je prvi Tristanijin album izdan od SPV izdavačke kuće nakon prestanka suradnje s Napalm Recordsom. Na tom albumu koristi se progressive stil metala što ga poprilično drugačijim od prethodnih izdanja, pogotovo onih prije odlaska Mortena Velanda.
U travnju 2006.- te Kjetil Ingebrethsen odlazi iz Tristanie, a 27. veljače 2007. Stene prestaje biti vokalistica kako bi se bavila podučavanjem glazbe.
19. listopada, 2007. talijanska pjevačica Mariangela Demurtas (nekoć u Reel Fiction i Alight) predstavljena je kao nova pjevačica. Njezin snažan glas (vrlo drugačiji od Vibekinog) još više naglašava promjene u stilu glazbe Tristanie.

## Diskografija
Studijski albumi
- Widow's Weeds (1998.)
- Beyond the Veil (1999.)
- World of Glass (2001.)
- Ashes (2005.)
- Illumination (2007.)
- Rubicon (2010.)
- Darkest White (2013.)

EP-ovi
- Tristania (1997.)

Kompilacije
- Widow's Tour / Angina (1999.)
- Midwintertears / Angina (2001.)
- Midwinter Tears (2005.)

## Članovi

### Trenutačni članovi
- Østen Bergøy – čisti vokali
- Mariangela Demurtas – ženski vokali
- Anders Høyvik Hidle – gitara/death vokali
- Rune Østerhus - bas
- Einar Moen - klavijatura
- Kenneth Olsson - bubnjevi

### Bivši članovi
- Vibeke Stene – ženski vokal (sopran)
- Morten Veland – gitara/vokal (otišao kako bi osnovao novi sastav, Sirenia)
- Kjetil Ingebrethsen – death vokal (otišao u travnju, 2006.)
- Svein Terje Solvang - gitara/death vokal (otišao u svibnju 2008.)

## Vanjske poveznice
- Službeni web site
- Tristania na Encyclopaedia Metallum